# Volica
Volica (węg. Ökröske) – wieś (obec) na Słowacji, w kraju preszowskim, w powiecie Medzilaborce. Miejscowość położona jest w historycznym kraju Zemplin. Lokowana w roku 1405.

## Turystyka
Wieś i jej okolice oferują wiele możliwości dla fanów alternatywnego wypoczynku, którzy doceniają niekomercyjny autentyczny folklor. Volica i jej okolice, jak również niemal cała Wyżyna Laborecká są idealnym miejscem dla fanów jazdy na rowerze. Okoliczne lasy są doskonałe dla miłośników grzybów. Rosną tam wszelkie rodzaje grzybów, które lubią łagodny klimat i środowisko mieszanych (głównie bukowych) lasów.
Na rzece Laborec przepływającej obok miejscowości da się pływać na kajakach, pod warunkiem, że poziom wody w Krásnym Brodzie wynosi co najmniej 70 cm lub co najmniej 80 cm w Koškovciach.

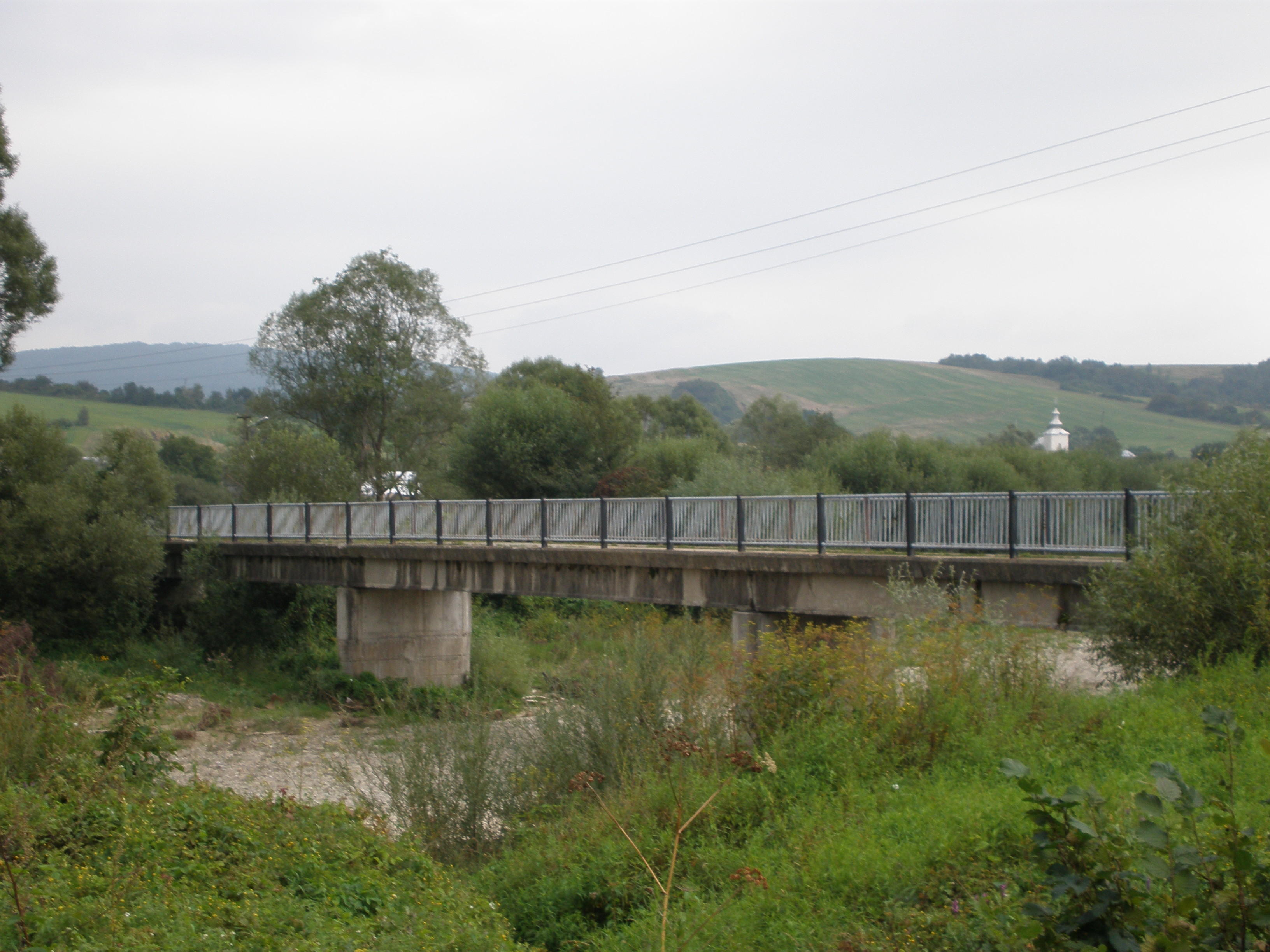
Most nad rzeką Laborec
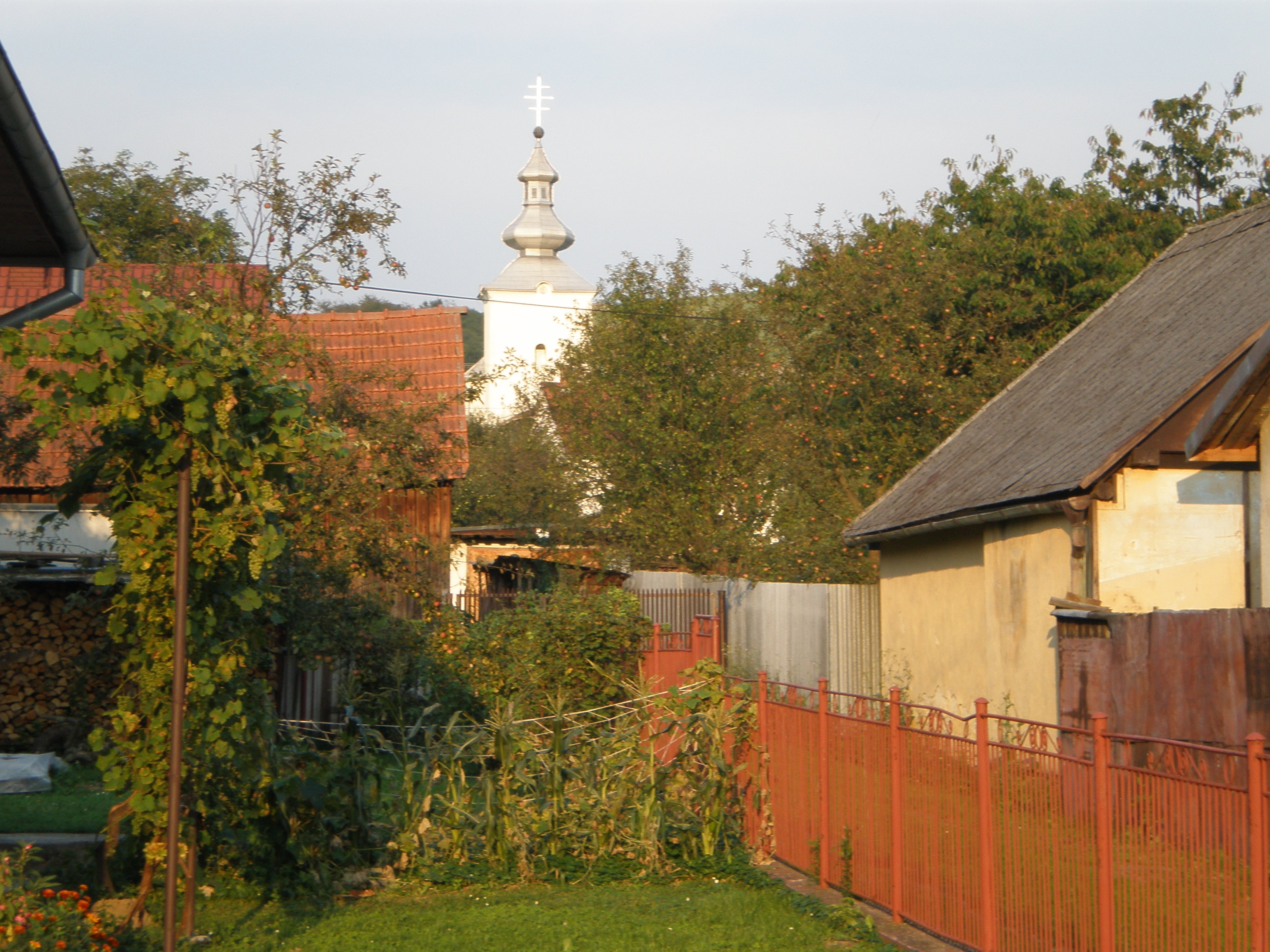
Volica
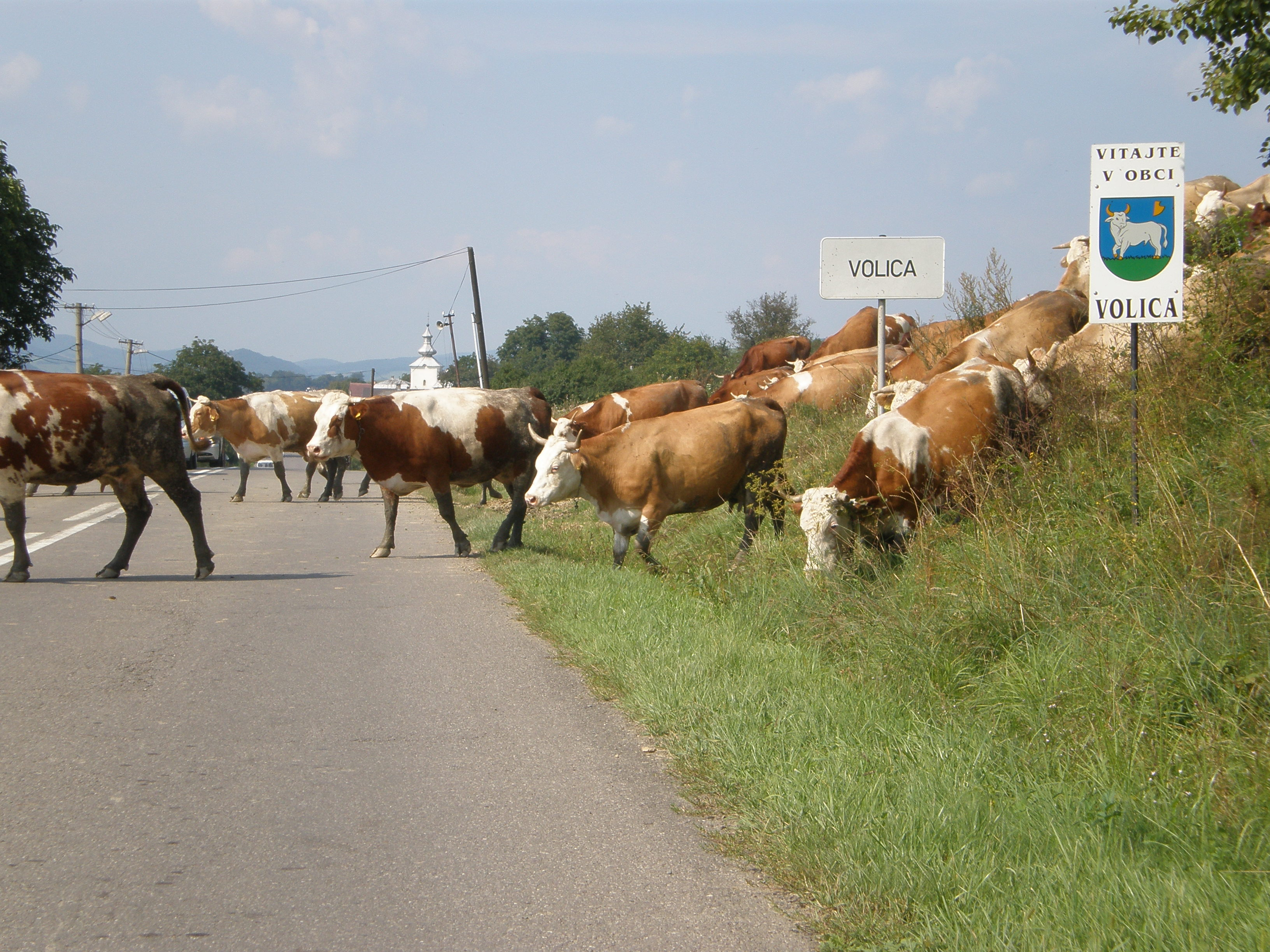
Krowy przy wjeździe do Volicy